# Titularbistum Sasabe

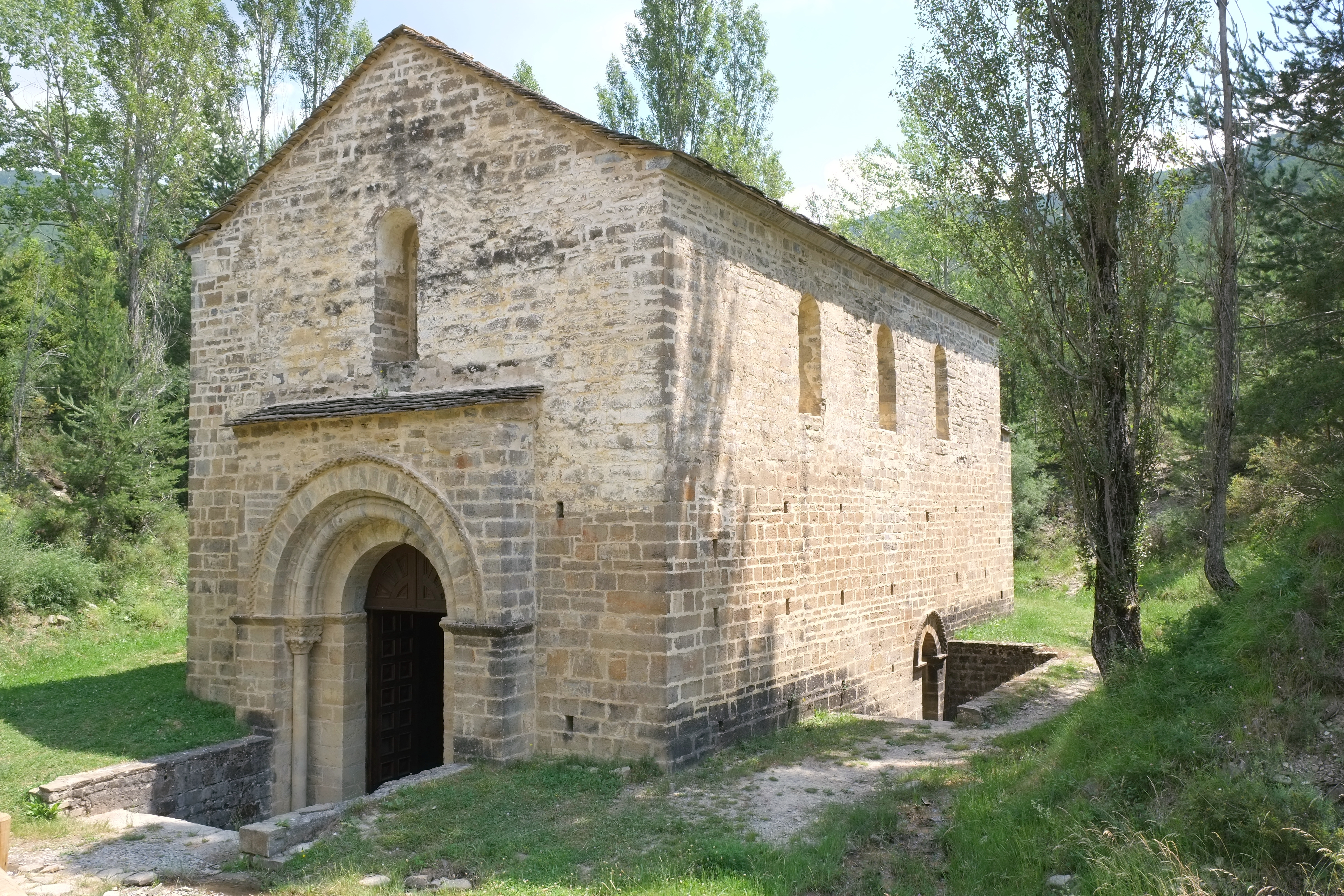
San Adrián de Sásave

Sasabe ist ein Titularbistum der römisch-katholischen Kirche. 
Es geht zurück auf einen früheren Bischofssitz, San Adrián de Sásave in der Gemeinde Borau, der sich in der heutigen spanischen Autonomen Gemeinschaft Aragonien  befand. Das Bistum gehörte der Kirchenprovinz Tarragona an.
| Titularbischöfe von Sasabe |                                                        |                                                   |                   |                   |
| Nr.                        | Name                                                   | Amt                                               | von               | bis               |
| 1                          | Santo Bergamo                                          | Apostolischer Administrator von Rossano (Italien) | 15. Dezember 1969 | 18. November 1971 |
| 2                          | Alphonse Gallegos OAR                                  | Weihbischof in Sacramento (USA)                   | 24. August 1981   | 6. Oktober 1991   |
| 3                          | Julián Barrio Barrio                                   | Weihbischof in Santiago de Compostela (Spanien)   | 31. Dezember 1992 | 5. Januar 1996    |
| 4                          | Juan José Omella Omella                                | Weihbischof in Saragossa (Spanien)                | 15. Juli 1996     | 29. Oktober 1999  |
| 5                          | Giacomo Guido Ottonello Titularerzbischof pro hac vice | Apostolischer Nuntius                             | 29. November 1999 |                   |